# Юрацька мова
Юрацька мова — мертва самодійська мова, яка раніше була поширена в тундрах на захід від річки Єнісей. Вимерла на початку XIX століття. Юрацька мова займала проміжне положення між ненецькою та енецькою мовами самодійської мовної групи.